# Итаньен
Итаньен (порт. Itanhém) — муниципалитет в Бразилии, входит в штат Баия. Составная часть мезорегиона Юг штата Баия. Входит в экономико-статистический микрорегион Порту-Сегуру. Население составляет 19 955 человек на 2006 год. Занимает площадь 1445,063 км². Плотность населения — 13,8 чел./км².

## История
Город основан 14 августа 1958 года.

## Статистика
- Валовой внутренний продукт на 2003 год составляет 78 859 774,00 реалов (данные: Бразильский институт географии и статистики).
- Валовой внутренний продукт на душу населения на 2003 год составляет 3830,38 реалов (данные: Бразильский институт географии и статистики).
- Индекс развития человеческого потенциала на 2000 год составляет 0,673 (данные: Программа развития ООН).